# 俄耳甫斯廣播電臺
俄耳甫斯广播电台（俄语：Радио Орфей）是俄罗斯一家主要播出古典音乐的广播电台，创立于1960年8月1日。其在俄罗斯部分城市的广播频率：莫斯科（99.2MHz）、圣彼得堡（71.66MHz）、叶卡捷琳堡（69.92MHz）。俄耳甫斯广播电台同时也在互联网上播出。

## 历史
1960年8月1日，苏联国家电视广播委员会在甚高频开播全苏广播电台第四套节目。1991年1月1日，第四套节目更名为俄耳甫斯广播电台。苏联解体后，1991年12月27日，俄耳甫斯广播电台由奥斯坦金诺电视广播公司接管。电台的创始人和首任总监为奥尔加·格罗莫娃，在电台任职至2002年12月。
1996年6月8日，俄耳甫斯广播电台改制为国家机构，此后仍继续使用原有频率广播。1998年6月27日，电台转移至全俄国家电视广播公司旗下。2002年9月9日，电台与全俄国家电视广播公司分离，转移至俄罗斯国家电视广播音乐中心旗下。